# Gustavo García Gutiérrez
Gustavo García Gutiérrez (29 de agosto de 1954, Tuxtla Gutiérrez, Chiapas, México - 7 de noviembre de 2013 en la Ciudad de México, México) fue periodista, crítico de cine, historiador de cine, profesor universitario y escritor mexicano.

## Biografía
Es considerado como uno de los más importantes críticos de cine de México e historiador del cine. Profesor universitario. Escribió en los principales periódicos y revistas culturales de México y también en algunos medios del extranjero, y publicó diversos libros sobre cine mexicano. Se dedicó a la docencia en la Universidad Nacional Autónoma de México (UNAM), Centro Universitario de Estudios Cinematográficos (CUEC) y en la Universidad Autónoma Metropolitana (UAM). También fue crítico de cine y conductor de diversos programas radiofónicos y televisivos, así como jurado en festivales de cine.

## Actividades académicas
Fue profesor de cine en la Facultad de Ciencias Políticas y Sociales en la Universidad Nacional Autónoma de México (UNAM) (1976- 1989) donde impartió clases como Sociología del Cine, Cine y Literatura, Literatura Mexicana, y profesor de Historia del Cine Mexicano en el Centro Universitario de Estudios Cinematográficos (CUEC) de la UNAM (1980- 1990), así como profesor de Géneros Periodísticos, Guion de Radio e Historia del Cine en la carrera de Comunicación Social en la Universidad Autónoma Metropolitana (UAM –Xochimilco) (1990- 2013). También impartió cursos en numerosas instituciones culturales del país como Bellas Artes, Conaculta, entre otras.
Su trabajo como experto en cine fue reconocido tanto en México como en el extranjero. Impartió conferencias en Alemania, Estados Unidos, Colombia, etc.

## Participación en medios

### Medios escritos
Fue crítico de cine en el diario Uno más uno, del cual fue fundador (1978-1978 y 1983- 1989) y del suplemento Sábado (1979-1989). Editor de la Revista de la Universidad (1980-1981) y de Territorios (1981-1983). Coordinador de la revista El cine mexicano en documentos del CUEC (1981-1983). Fue fundador y director de la Revista de Cine Intolerancia (1985- 1990). Columnista en la revista Letras Libres (1999-2002), en el Dossier CINE de la Revista Nexos, de la cual también fue miembro fundador (2009- 2013) y en Oficio de Tinieblas, suplemento cultural de Milenio (2010- 2013 ) y el periódico Récord. 
Publicó también en medios impresos de reconocidas instituciones culturales del extranjero como el Centro Georges Pompidou de París.
Publicó también innumerables artículos en periódicos y revistas de circulación nacional como Reforma y El Financiero.

### Radio
Condujo el programa de radio En sábado y a oscuras de Radio Educación (1981-1982) y Cinema Red en Radio Red por dieciséis años. (1997- 2013).
También fue comentatrista y crítico de cine en el noticiero Monitor con José Gutíérrez Vivó en Radio Red (1991-1995). Fue titular en la sección Joyas del cine en el programa Hoy con Mariano Osorio en Estéreo Joya. Fue titular de la sección Butaca Red en el noticiero de Sergio Sarmiento en Radio Red (2005-2013).

### Televisión
En televisión fue titular de cine en el programa Para gente grande con Ricardo Rocha (1987-1989) de Canal 2;  conductor del programa Cartelera de Canal 11 (2000-2004) y titular de la Sección de Cine en Noticiero cultural de Canal 22 (2011- 2013).

## Publicaciones
- "Prólogo” de Los relámpagos de agosto, Jorge Ibargüengoitia (1979).
- “Prólogo” de La ley de Herodes, Jorge Ibargüengoitia (1979).
- Dolores del Río (1983) Coautor con Carlos Monsiváis y Jorge Ayala Blanco.
- El cine mudo mexicano (1983).
- La década perdida /El cine mexicano de los cincuenta (1985).
- No me parezco a nadie, La vida de Pedro Infante (1995).
- Pedro Armendáriz (1996).
- La época de oro (1997) coautor con Rafael Aviña.
- Nuevo cine mexicano (1997).
- Al son de la Marimba, Chiapas en el cine (2009).

### Póstumos
- Viendo la luz… Salas de cine en la literatura mexicana (2013) (compilador)
- 'Memorias. Ismael Rodríguez (2014) (editor)

## Jurado
- Presidente del jurado del Premio Chiapas 2006, otorgado a Miguel León Portilla.
- Miembro del jurado de documental del Tercer Festival Internacional de Cine de Monterrey, 2007.
- Miembro del jurado de competencia oficial del Encuentro de cine documental Contra el silencio todas las voces, 2008.
- Miembro del jurado del Primer Festival de Cine y Medio Ambiente Cinema Planeta, 2009 y del Quinto, 2013.